# Passat
El passat és un temps oposat al present i al futur, que comprèn tots els esdeveniments anteriors al moment que es pren com a referència.

## Concepte de passat
Existeixen diverses concepcions filosòfiques respecte el passat i la seva existència en relació als altres termes temporals. L'univers de bloc és una teoria que considera que només existeix el presnt i el passat, ja que el futur encara no existeix i a nivell cosmològic equival a una expansió de l'espaitemps no produïda. Per contra el presentisme afirma que tant el passat com el futur no existeixen, atès que no es donen en el moment de referència, equivalen a moments possibles, no vivencials. No es pot afirmar, per exemple, que Plató existeixi perquè ja no hi és. Ambdues beuen de l'anomenada filosofia del sentit comú, properes a l'experiència personal. L'eternalisme, en canvi, sosté que existeixen els tres moments temporals, només que de diferents maneres.
Per estudiar el passat, objecte de disciplines com la història, és necessari que alguna instància pugui recuperar les dades que van passar aleshores, amb proves materials o amb la memòria, punt també controvertit per determinades escoles de pensament, que afirmen que no hi ha cap subjecte que romangui més enllà de l'instant i que tot record és pura il·lusió. Els defensors del solipsisme, que neguen directament l'existència d'un món exterior pel qual pugui transcórrer el temps, tampoc no accepten l'existència del passat.

## Expressió lingüística del passat
Lingüísticament el passat s'expressa mitjançant expressions específiques, tals com l'adverbi «ahir», o amb variacions en la conjugació dels verbs, la categoria gramatical més comuna per parlar del pas del temps. No totes les llengües, però, actuen igual. Més d'una quarta part no diferencien morfològicament entre verbs en passat i verbs en presents, sinó que usen altres mecanismes lingüístics, especialment lèxics. Entre els idiomes que sí marquen a la conjugació verbal els temps de passat, cal diferenciar entre aquells que tenen en compte el grau de distància respecte al present (es poden donar fins a quatre graus diferents en idiomes sud-americans) i els que no, ja que la distinció entre els passats al·ludeix a altres factors, com és el cas del català, que considera la repetició de l'acció o l'encadenament de verbs abans que el grau de llunyania temporal.